# Нижня Пихта
Нижня Пихта́ (рос. Нижняя Пыхта) — присілок в Дебьоському районі Удмуртії, Росія.

## Населення
Населення — 296 осіб (2010; 389 в 2002).
Національний склад станом на 2002 рік:
- удмурти — 62 %
- росіяни — 36 %

## Урбаноніми[3]
- вулиці — Борська, Крупзаводська, Молодіжна, Першотравнева, Праці, Селянська, Сосновий Бір, Центральна